# Lubeanka, Vasîlkiv
Lubeanka (în ucraineană Луб`янка) este o comună în raionul Vasîlkiv, regiunea Kiev, Ucraina, formată numai din satul de reședință.

## Demografie
Componența lingvistică a comunei Lubeanka
     Ucraineană (95%)
     Belarusă (2,5%)
     Rusă (1,79%)
     Alte limbi (0,71%)
Conform recensământului din 2001, majoritatea populației comunei Lubeanka era vorbitoare de ucraineană (95%), existând în minoritate și vorbitori de belarusă (2,5%) și rusă (1,79%).